# Bruthen
Bruthen är en ort i Australien. Den ligger i kommunen East Gippsland och delstaten Victoria, omkring 250 kilometer öster om delstatshuvudstaden Melbourne. Bruthen ligger 25 meter över havet och antalet invånare är 624.
Runt Bruthen är det mycket glesbefolkat, med 4 invånare per kvadratkilometer.. Det finns inga andra samhällen i närheten. 
Trakten runt Bruthen består till största delen av jordbruksmark. Genomsnittlig årsnederbörd är 960 millimeter. Den regnigaste månaden är juni, med i genomsnitt 163 mm nederbörd, och den torraste är juli, med 33 mm nederbörd.